# Heinz Gärtner (Politiker)
Heinz Gärtner (* 2. März 1922 in Grades; † 23. März 2019 in Friesach) war ein österreichischer Politiker (SPÖ) und Volksschuldirektor. Gärtner war von 1979 und 1986 Abgeordneter zum Österreichischen Nationalrat.
Gärtner besuchte nach der Pflichtschule eine Aufbauschule und absolvierte die Lehrerbildungsanstalt. Er war danach beruflich als Volksschullehrer und Volksschuldirektor tätig und wurde zum Oberschulrat ernannt.
Gärtner engagierte sich zu Beginn seiner politischen Karriere als Gemeinderat von Friesach, dem er zwischen 1964 und 1979 angehörte. Zudem hatte er das Amt des Ersten Vizebürgermeisters inne. Des Weiteren war Gärtner im Bezirksschulrat und in der Lehrervertretung aktiv, wobei er Mitglied des Bezirksschulrates und des Schulgemeindeverbandes von St. Veit an der Glan war, ab 1979 die Funktion des Bezirksobmanns des Sozialistischen Lehrervereines Österreichs im Bezirk St. Veit an der Glan innehatte und als Mitglied der Landesleitung des Sozialistischen Lehrervereines wirkte. Innerparteilich engagierte er sich zudem als Obmann-Stellvertreter der SPÖ St. Veit an der Glan, als Mitglied der Landeskontrolle der SPÖ Kärnten und als Mitglied des Landesparteivorstandes der SPÖ Kärnten. Am Ende seiner politischen Karriere hatte er das Amt des Bundesvorsitzenden-Stellvertreters des Pensionistenverbandes Österreichs inne.
Gärtner vertrat die SPÖ vom 5. Juni 1979 bis zum 12. September 1986 im Nationalrat.
Sein Sohn ist der Politikwissenschaftler Heinz Gärtner.

## Auszeichnungen
- 1986: Großes Silbernes Ehrenzeichen für Verdienste um die Republik Österreich[2]